# Пхаттхалунг
Пхаттхалу́нг (тайск. พัทลุง) — город на юге Таиланда, административный центр одноимённой провинции.

## Географическое положение
Город находится в центральной части провинции, на территории полуострова Малакка, к западу от озера Тхалелуанг, на расстоянии приблизительно 665 километров к юго-юго-западу (SSW) от столицы страны Бангкока. Абсолютная высота — 75 метров над уровнем моря.

## Население
По данным переписи 2000 года численность населения города составляла 42 193 человек.

## Экономика и транспорт
Основу экономики составляет сельскохозяйственное производство, а также рыболовство. Основными продуктами городского экспорта являются рис и кокосовые орехи.
Сообщение Пхаттхалунга с другими городами осуществляется посредством железнодорожного и автомобильного транспорта.
Ближайший аэропорт расположен в городе Транг.

## Достопримечательности
- Буддистский храм Ват-Кухасаван[4].